# Liste der Monuments historiques in Prat
Die Liste der Monuments historiques in Prat führt die Monuments historiques in der französischen Gemeinde Prat auf.

## Liste der Bauwerke
| Bezeichnung                    | Beschreibung | Standort                 | Kennzeichnung | Schutzstatus | Datum | Bild           |
| ------------------------------ | ------------ | ------------------------ | ------------- | ------------ | ----- | -------------- |
| Kirche St-Pierre               |              | Place de l’Église (Lage) | PA00089544    | Inscrit      | 1926  | weitere Bilder |
| Manoir de Coadelan             | Herrenhaus   | (Lage)                   | PA00089546    | Inscrit      | 1927  | weitere Bilder |
| Ruine der Kirche von Trévoazan |              | (Lage)                   | PA00089545    | Inscrit      | 1926  | weitere Bilder |

## Liste der Objekte

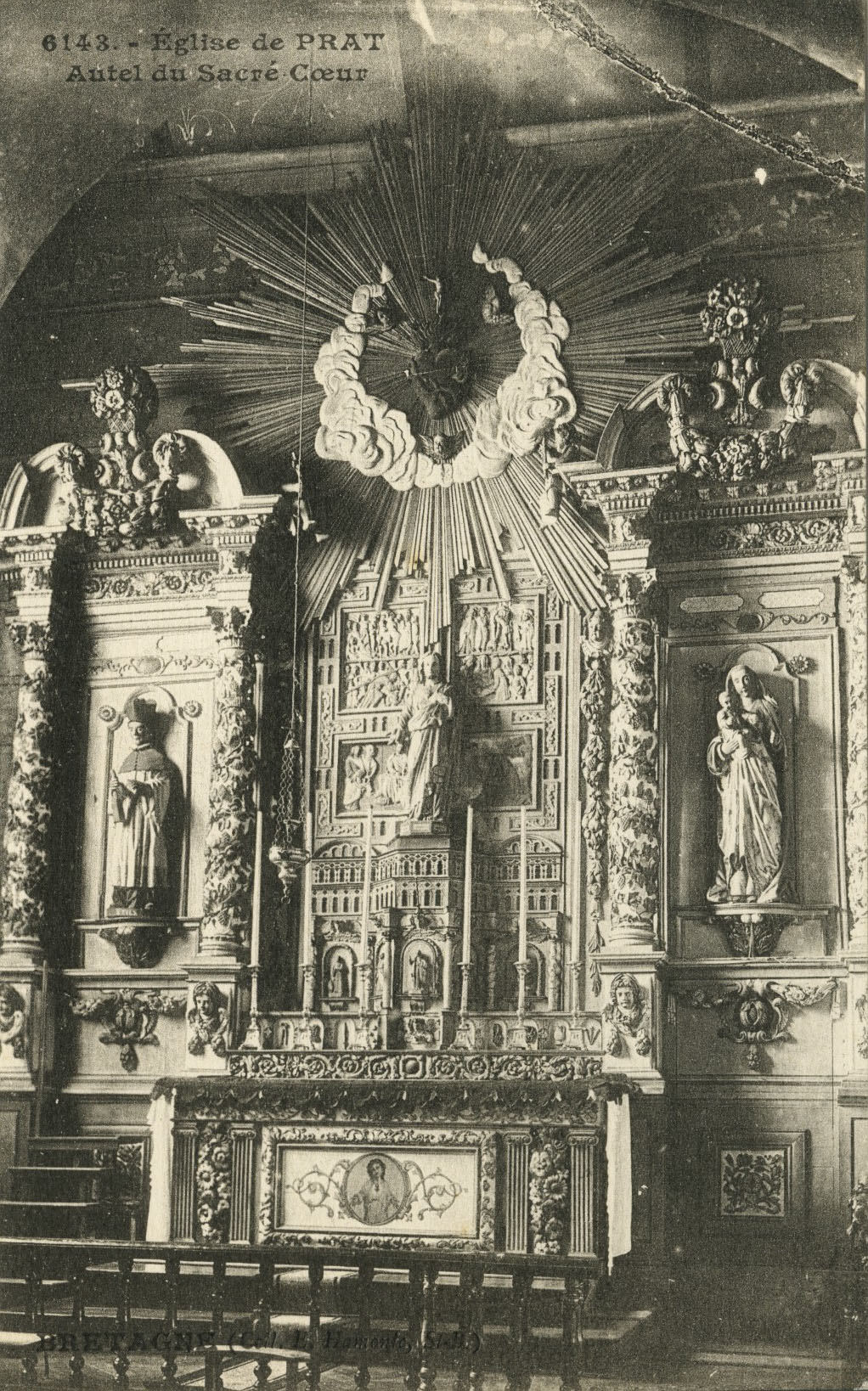
Altar in der Kirche St-Pierre

- Monuments historiques (Objekte) in Prat in der Base Palissy des französischen Kultusministeriums